# Blackway
Blackway (Brasil: O Protetor ) é um filme de suspense estadunidense de 2015, dirigido por Daniel Alfredson e escrito por Joseph Gangemi e Gregory Jacobs, baseado no romance de 2008 Go with Me de Castle Freeman Jr. O filme é estrelado por Anthony Hopkins, Julia Stiles, Ray Liotta e Alexander Ludwig. As filmagens começaram em 12 de novembro de 2014, em Enderby, Colúmbia Britânica. O filme estreou com o título de festival Go with Me no Festival de Veneza de 2015 e estreou no cinema em 10 de junho de 2016.

## Sinopse
Situada em uma comunidade madeireira do Oregon, Lillian (Stiles), é uma mulher que voltou para sua cidade natal após a morte de sua mãe. Ela está sendo assediada por um homem local chamado Blackway (Liotta), que é um ex-policial e grande criminoso em sua pequena cidade. Ele opera com impunidade nesta pequena comunidade à beira do deserto.
Depois que Blackway mata seu gato, ela pede ajuda ao xerife da cidade, mas basicamente lhe dizem que sua melhor opção é deixar a cidade. Lillian se recusa a ser expulsa da cidade por Blackway, mas o xerife Wingate reluta em agir contra Blackway por medo; sentindo-se solidário com Lillian, ele diz a ela para ir ao moinho de madeira da cidade e pedir ajuda a um homem chamado Scotty. Os seguintes eventos que se desenrolam depois acontecem todos em um único dia.
De manhã cedo, Lillian vai para o moinho de madeira, onde um grupo de homens idosos está reunido no escritório da loja, administrado pela Whizzer. Lillian diz a Whizzer que ela está procurando Scotty por recomendação do xerife Wingate para ajudá-la com Blackway. Scotty não está lá, e os homens também dizem a ela a mesma coisa que o xerife disse, que é deixar a cidade em vez de enfrentar Blackway.
Um dos homens mais velhos da loja, Lester (Hopkins), sente pena de Lillian e decide ajudá-la. Ele leva um jovem chamado Nate (Ludwig), que também trabalha na fábrica e na loja com os idosos. Nate é um cara simples, mas é forte e tem um bom coração. Os três dirigem pela cidade na caminhonete de Nate procurando Blackway em vários locais e perguntando por ele aos locais com os quais ele se associa. Através de sua busca em rastrear Blackway, vários detalhes são revelados sobre os habitantes da cidade através de flashbacks, conversas e narrativas; como o xerife Wingate recomendando Scotty para ajudar Lillian, porque ele imaginou que Scotty poderia ter contas para acertar com Blackway. Em um flashback, Scotty é mostrado ter sido espancado muito por Blackway, mas Scotty atualmente afirma que ele não tem mais nada para resolver com Blackway.
Também é sugerido que a filha de Lester, que morreu de suicídio, poderia estar abusando de drogas pesadas; pelo qual Blackway é o chefão das drogas local, fabricando e distribuindo metanfetamina, heroína etc. Por meio de vários associados da Blackway, eles encontram seu contador obscuro, Murdoch, em um bar. Murdoch entra em uma briga com Nate, e parece estar ganhando quando ele está preso em uma mesa, até Lester dobrar os dedos de Murdoch para trás, causando uma dor insuportável. Nate, em seguida, pega a mão na luta e os três são capazes de deixar o bar.
Eles vão a um restaurante local, onde Lester pergunta ao cozinheiro, Chris, que foi libertado da prisão por acusações de drogas, onde eles poderiam encontrar Blackway. Chris diz a Lester para tentar o motel de Blackway, onde ele administra seu negócio de drogas e outras atividades criminosas. Eles encontram Blackway em seu motel à tarde, mas não agem de acordo, pois Lester pode ver que ainda não é uma boa oportunidade.
Dentro de um dos quartos do motel, Lillian encontra uma conhecida da velha escola algemado na cama, ela a libera enquanto Lester e Nate distraem dois dos homens de Blackway. Lester pega uma pistola de um dos homens, enquanto Nate pega uma espingarda que estava à vista. Nate causa uma explosão dentro do quarto do motel, provavelmente porque a metanfetamina estava sendo cozida no quarto; Lillian coloca sua velha conhecida em um ônibus para sair da cidade depois de resgatá-la.
Agora é hora da noite, e os três dirigem-se para a floresta profunda, enquanto Whizzer está narrando aos homens da loja sobre os perigos das florestas profundas. Desde que Nate e Lester têm causado muitos problemas a Blackway o dia todo, Lester sabe que ele estará procurando por eles. Eles se instalam para passar a noite em uma área de acampamento na floresta, e Lester dispara com seu rifle antigo, deixando Lillian e Nate sozinhos.
Blackway aparece à noite, armado com uma arma apontada para Lillian e Nate. Lester tem uma chance clara de atirar em Blackway de dentro de um trailer e está prestes a matá-lo, mas sem o conhecimento do ponto de vista de Nate de Lester, Nate se afasta de Blackway para proteger ele e Lillian. Quando Lester tem outra chance de um tiro certeiro de Blackway novamente, ele é baleado por Murdoch, que o encontra no trailer, e Blackway é capaz de nocautear Nate.
Lillian é capaz de escapar dobrando os dedos de Blackway para trás da mesma maneira que ela viu Lester fazer com Murdoch no bar, lançando uma perseguição entre ela e Blackway em uma cabana. Antes que Murdoch possa acabar com Lester no trailer, Nate ataca Murdoch e depois o bate até a morte. Após um esconderijo entre Blackway e Lillian dentro da cabine, os dois voltam para a área da fogueira, onde Blackway é finalmente morto por Lester com um tiro da espingarda que ele herdou de seu tio.
Lester diz que eles terão que arrastar os corpos de Blackway e Murdoch para dentro da floresta, para que os animais selvagens vasculhem seus corpos e nunca serão encontrados.
Ao amanhecer, na manhã seguinte, os três voltam para a cidade. Whizzer, que está abrindo sua serraria durante o dia, vê a picape voltando para a cidade e sabe que a cidade finalmente está livre de Blackway. Lester é deixado em sua casa, enquanto Lillian e Nate estão voltando para suas casas, e uma atração é evidente entre Nate e Lillian.

## Elenco
- Anthony Hopkins como Lester[6]
- Julia Stiles como Lillian[7]
- Ray Liotta como Blackway[7]
- Alexander Ludwig como Nate[8]
- Hal Holbrook como Whizzer[9]
- Lochlyn Munro como Murdoch
- Dale Wilson como xerife Wingate

## Produção
Em agosto de 2014, durante uma entrevista, o escritor Joseph Gangemi revelou que Gregory Jacobs e ele criaram uma adaptação cinematográfica do romance Go with Me de Castle Freeman, Jr. Em 19 de setembro, foi anunciado que Anthony Hopkins seria o protagonista e Daniel Alfredson iria dirigir o filme, que Enderby Entertainment e The Gotham Group produziriam. Rick Dugdale produziria junto com Lindsay Williams e Ellen Goldsmith-Vein, enquanto Hopkins também produziria junto com Jacobs. Em 23 de outubro, o Electric Entertainment de Dean Devlin veio a bordo para co-financiar e lidar com os direitos internacionais do filme. Em 30 de outubro, Julia Stiles e Ray Liotta se juntaram ao filme. Em 17 de novembro, Alexander Ludwig se juntou ao filme para interpretar um jovem companheiro de um ex-madeireiro.

### Filmagens
As filmagens começaram em 12 de novembro de 2014 principalmente em Enderby, Colúmbia Britânica. Também seria filmado em Lumby. As filmagens duraram até o final de dezembro.

## Recepção
No agregador de críticas Rotten Tomatoes, o filme possui uma classificação de aprovação de 20% com base em 5 críticas, com uma classificação média de 3,92/10. Guy Lodge da Variety chamou o filme de "thriller de vingança túrgido e sem tensão". 